# NIC-39A
La NIC-39A  es una importante carretera nacional clasificada como colectora principal en Nicaragua. Esta vía comienza en el Oeste, conectándose con la NIC-1 en Tipitapa, Departamento de Managua y culmina en la NIC-7 en Tecolostote en el departamento de Boaco.

## Extensión
Con una extensión de 39,44 millas (63,5 km), la NIC-39A juega un rol clave en la conectividad y transporte de la región.